# La bola dorada y otras historias
La bola dorada y otras historias es un libro de la escritora británica Agatha Christie. Fue publicado por primera vez en Estados Unidos por Dodd, Mead and Company en 1971 al precio de $5.95. No fue publicado en España, aunque algunas fueron luego editadas en los libros El misterio de Listerdale y Poirot infringe la ley. Contiene quince cuentos.

## Títulos de las historias
- El misterio de Listerdale (The Listerdale Mystery)
- La muchacha del tren (The Girl in the Train)
- La masculinidad de Eduardo Robinson (Manhood of Edward Robinson)
- Jane busca trabajo (Jane in Search of a Job)
- Un domingo fructífero (A Fruitful Sunday)
- La bola dorada (The Golden Ball)
- La esmeralda del rajá (Rajah's Emerald)
- El canto del cisne (Swan Song)
- El podenco de la muerte (The Hound of Death)
- La gitana (The Gipsy)
- La lámpara (The Lamp)
- El extraño caso de sir Arthur Carmichael (The Strange Case of Sir Arthur Carmichael)
- La llamada de las alas (The Call of Wings)
- Flor de magnolia (Magnolia Blossom) (contenida en el libro La hora de Agatha Christie)
- Junto a un perro (Next to a dog) (inédita en español)